# Lysimachia maritima
Lysimachia maritima (L.) Galasso, Banfi & Soldano è una pianta floreale perenne della famiglia delle Primulacee, diffusa nelle zone costiere (paludi e praterie salmastre) dell'America settentrionale e dell'Eurasia.

## Descrizione
È una pianta perenne, succulenta, dal fusto eretto che può crescere fino a 40 cm di altezza.
Le foglie - opposte, sessili, cauline - sono disposte lungo tutto il fusto; di forma allungata e con i margini privi di denti e lobi, misurano in lunghezza tra i 4 a 20 mm.
Una caratteristica della pianta, che la differenzia dalle altre specie di Primulacee, è il fiore: singolo, senza petali e dotato di un calice di cinque sepali rosa; pentamera è anche la capsula dei semi.